# Miss Mundo 1959
Miss Mundo 1959 fue la 9.ª edición anual de Miss Mundo, cuya final se celebró en el Lyceum Theatre de Londres, el 10 de noviembre de 1959, transmitido por la BBC, lo que marcó el debut de 14 naciones existentes en ese entonces para esta competencia, por lo que 37 candidatas compitieron por la corona, cuya ganadora fue Corine Rottschäfer de Holanda, fue coronada por Miss Mundo 1958, Penelope Anne Coelen de Sudáfrica.

## Resultados
| Resultado final         | Candidata |
| ----------------------- | --- |
| Miss Mundo 1959         | - Holanda – Corine Rottschäfer |
| 1.ª Finalista           | - Perú – María Elena Rossel Zapata |
| 2.ª Finalista           | - Israel – Ziva Shomrat |
| 3.ª Finalista           | - Reino Unido – Anne Thelwell |
| 4.ª Finalista           | - Dinamarca – Kirsten Olsen |
| Semifinalistas (Top 11) | - Argentina – Amalia Yolanda Scuffi - Alemania – Helga Meyer - Grecia – Yakiathi Karaviti - Jamaica – Sheila Chong - Rodesia y Nyasalandia – Vivien Lentin - Sudáfrica – Moya Meaker |

## Candidatas
37 delegadas concursaron en el certamen.
| País                  | Delegada                           |
| --------------------- | ---------------------------------- |
| Alemania              | Helga Meyer                        |
| Argentina             | Amalia Yolanda Scuffi              |
| Austria               | Helga Knofel                       |
| Bélgica               | Diane Hidalgo                      |
| Bermudas              | Romero Powell (Era una impostora). |
| Brasil                | Dione Brito Oliveira               |
| Canadá                | Huguette Demers                    |
| Corea                 | Seo Jung-ae                        |
| Dinamarca             | Kirsten Olsen                      |
| Estados Unidos        | Loretta Powell                     |
| Finlandia             | Margit Jaatinen                    |
| Francia               | Marie Hélène Trové                 |
| Ghana                 | Star Nyaniba Annan                 |
| Gibraltar             | Viola Howells                      |
| Grecia                | Yakiathi Karaviti                  |
| Hawái                 | Margaret Keala Brumaghim           |
| Holanda               | Corine Rottschäfer                 |
| Honduras              | Rosemary Lefebre                   |
| Hong Kong             | Michelle Mok Ping-Ching            |
| India                 | Fleur Ezekiel                      |
| Irlanda               | Ann Fitzpatrick                    |
| Islandia              | Sigurbjörg Sveinsdóttir            |
| Israel                | Ziva Shomrat                       |
| Italia                | Paola Falchi                       |
| Jamaica               | Sheila Chong                       |
| Japón                 | Chieko Ichinose                    |
| Jordania              | Ufemia Jabaji                      |
| Luxemburgo            | Josee Pundel                       |
| Noruega               | Berit Grundvig                     |
| Panamá ·              | Míriam Quintero                    |
| Paraguay              | Elvira dos Santos Encina           |
| Perú                  | María Elena Rossel Zapata          |
| Portugal              | Maria Teresa Motoa Cardoso         |
| Puerto Rico           | Lilie Díaz                         |
| Reino Unido           | Anne Thelwell                      |
| Rodesia y Nyasalandia | Vivien Lentin                      |
| Sudáfrica             | Moya Meaker                        |
| Suecia                | Carola Håkonsson                   |
| Uruguay               | Yvonne Kelly                       |

## Sobre los países en Miss Mundo 1959

### Debut
| - Argentina - Corea - Ghana - Gibraltar - Hong Kong - India - Jamaica | - Jordania - Paraguay - Perú - Portugal - Puerto Rico - Rodesia y Nyasalandia - Uruguay |

### Retiros
- Marruecos
- Túnez
- Turquía
- Venezuela

### Regreso
- Compitió por última vez en 1955:
  -  Honduras
- Compitieron por última vez en 1957:
  -  Austria
  -  Finlandia
  -  Luxemburgo

### Crossovers
| Miss Universo - 1958: Holanda - Corinne Rottschäfer (Semifinalista) - 1959: Luxemburgo - Josee Pundel - 1960: Portugal - Maria Teresa Motoa Cardoso - 1967: Argentina - Amalia Yolanda Scuffi | Miss Europa - 1957: Holanda - Corinne Rottschäfer (Ganadora) - 1959: Luxemburgo - Josee Pundel - 1959: Noruega - Berit Grundvig - 1960: Bélgica - Diane Hidalgo |